# Rogatywka

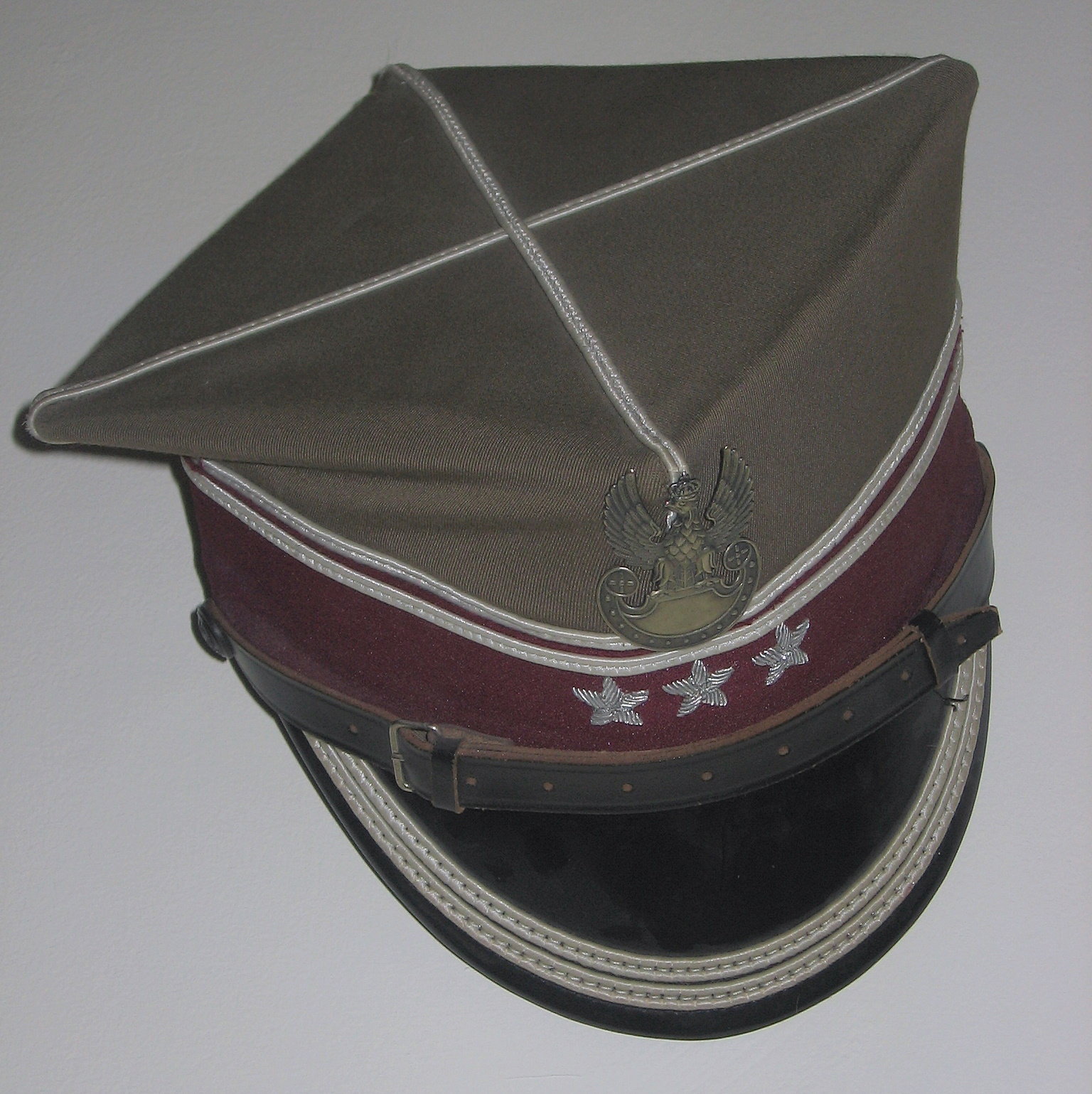
Rogatywka cu emblemă şi grad de pułkownik(colonel)

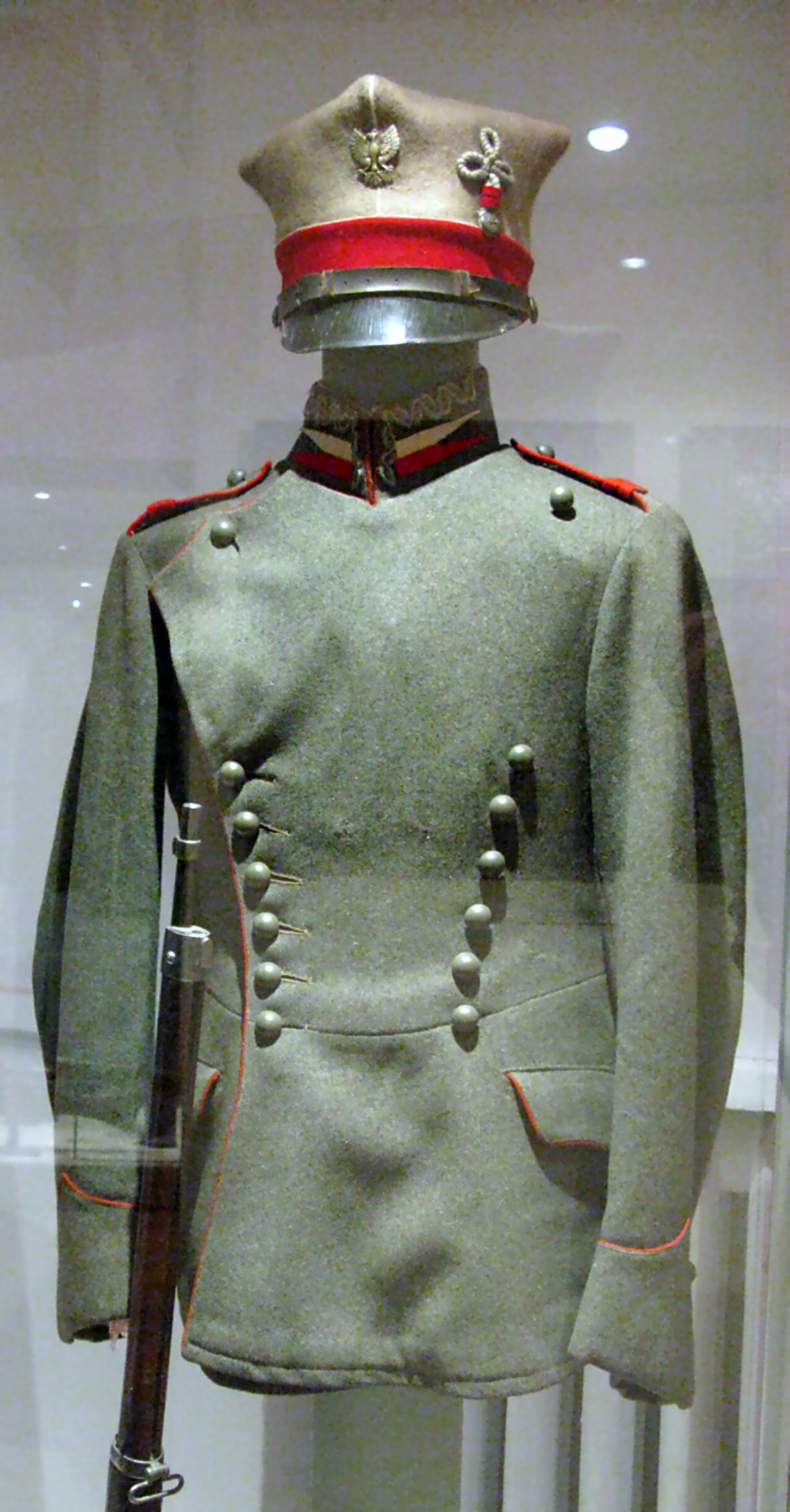
Uniformă completă de ulan

Rogatywka (în limba poloneză: rɔɡaˈtɨfka); tradus uneori ca și chipiu cu coarne)  este denumirea generică poloneză pentru chipiul cu vârf, asimetric cu patru colțuri, folosit de diferite formațiuni militare poloneze de-a lungul anilor.
Acest tip de chipiu este rudă îndepărtată a predecesorului său din secolul al XVIII-lea, konfederatka.

## Utilizarea
De obicei are două variante: întărită sau moale.
Modelul întărit, după modelul rogatywka Mk. 1935 este de culoare verde măslinie cu vârf negru, folosit în prezent cu uniformă de gală, culoarea marginii reprezentând tipul unității. 
De exemplu: 
- marina-albastru,
- poliția militară - stacojiu
- artileria - verde etc.

Varianta moale era folosită înaintea celui de-al Doilea Război Mondial și în timpul Republicii Populare Polone și s-a retras după 1990.

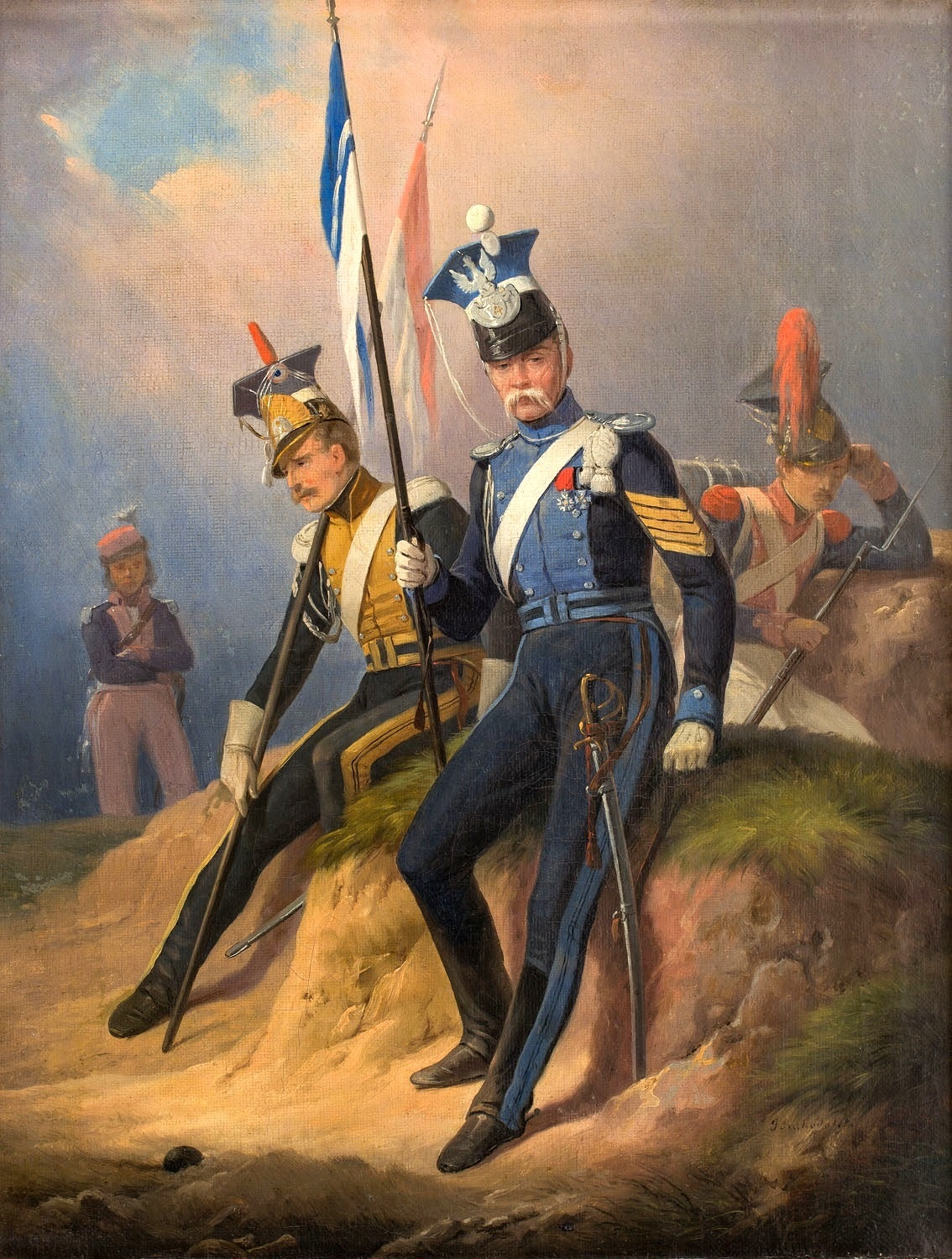
Konfederatka (1807-1815)
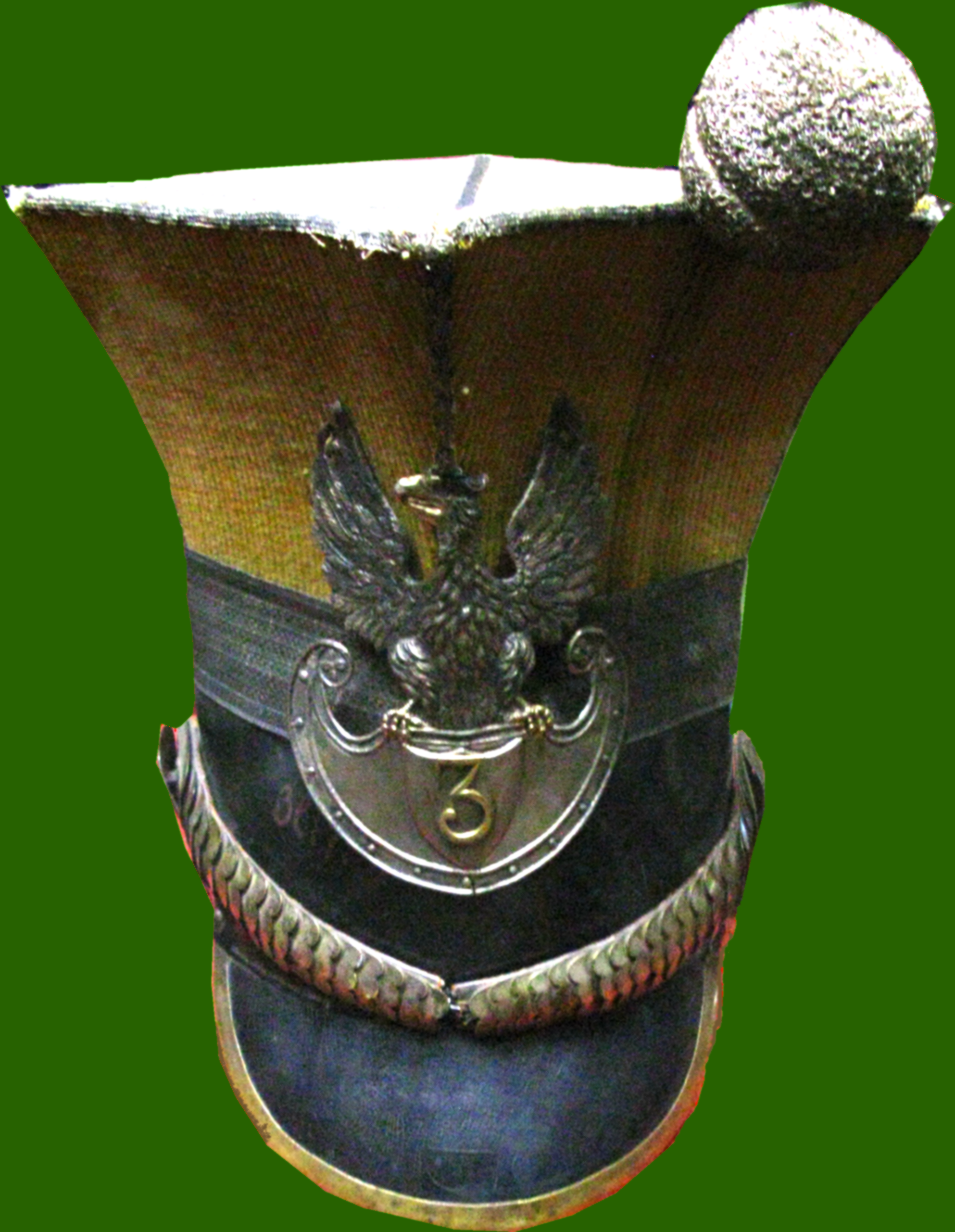
Czapka (1815-1831)
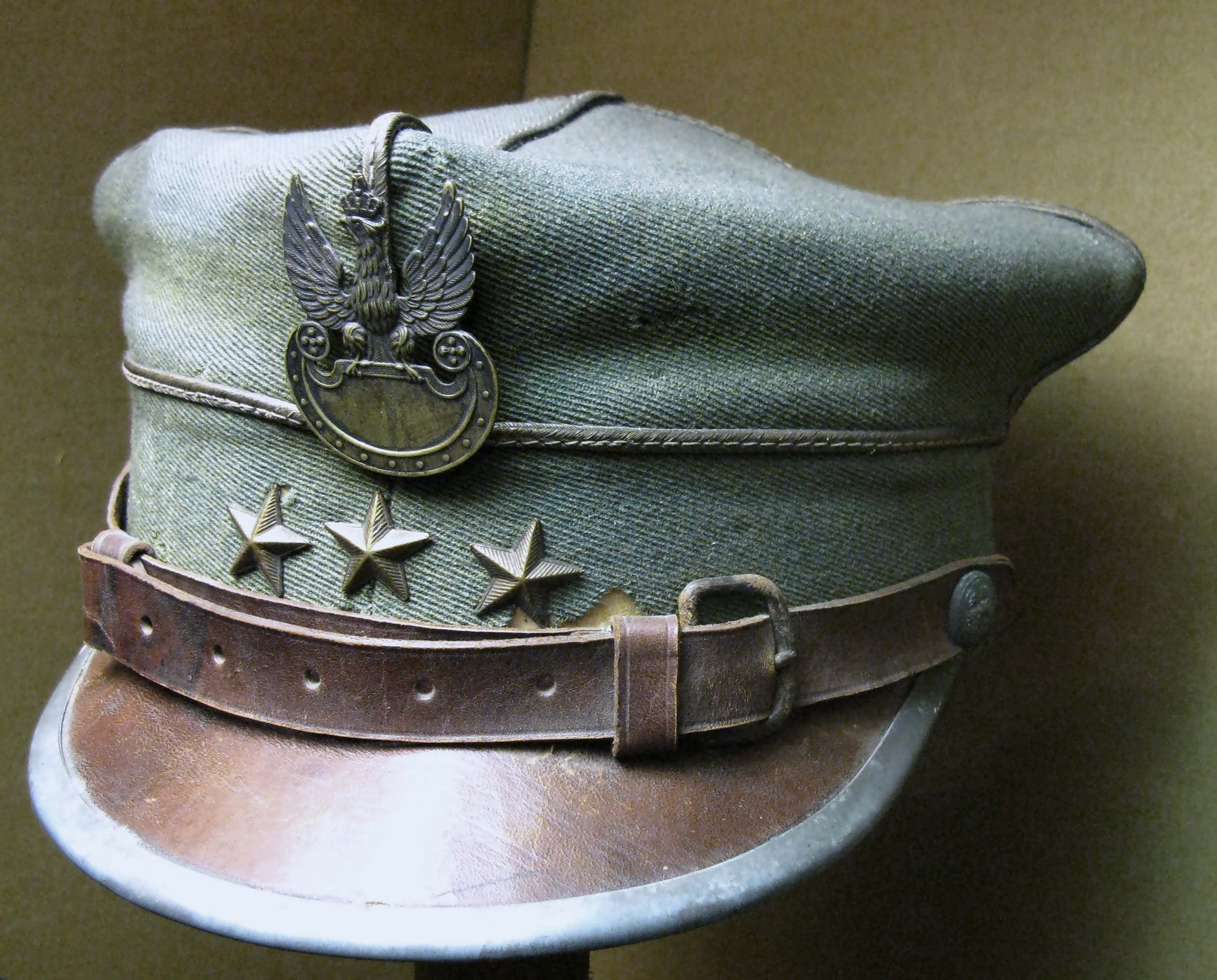
Rogatywka din 1919
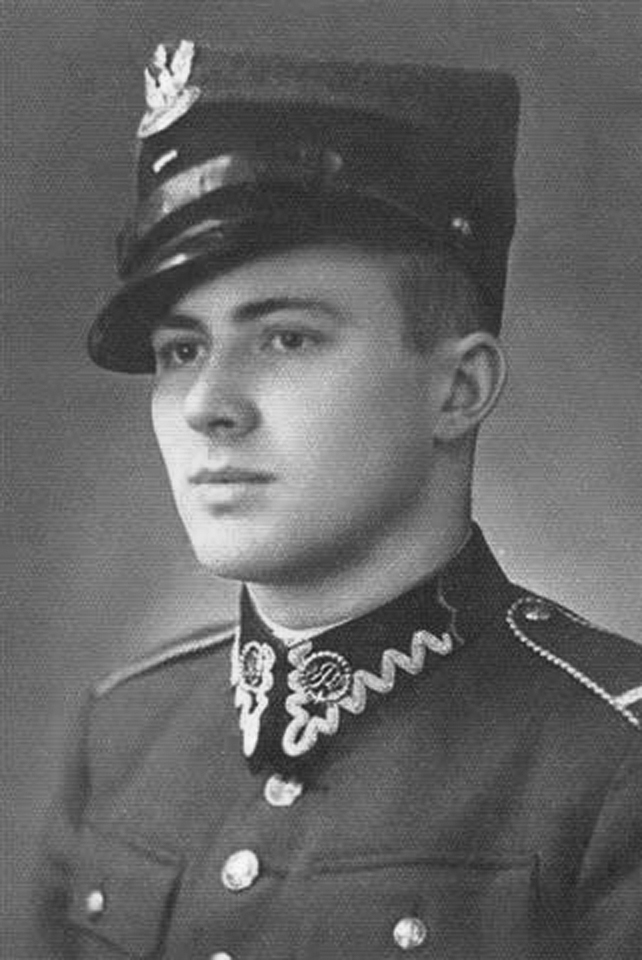
Rogatywka din 1936
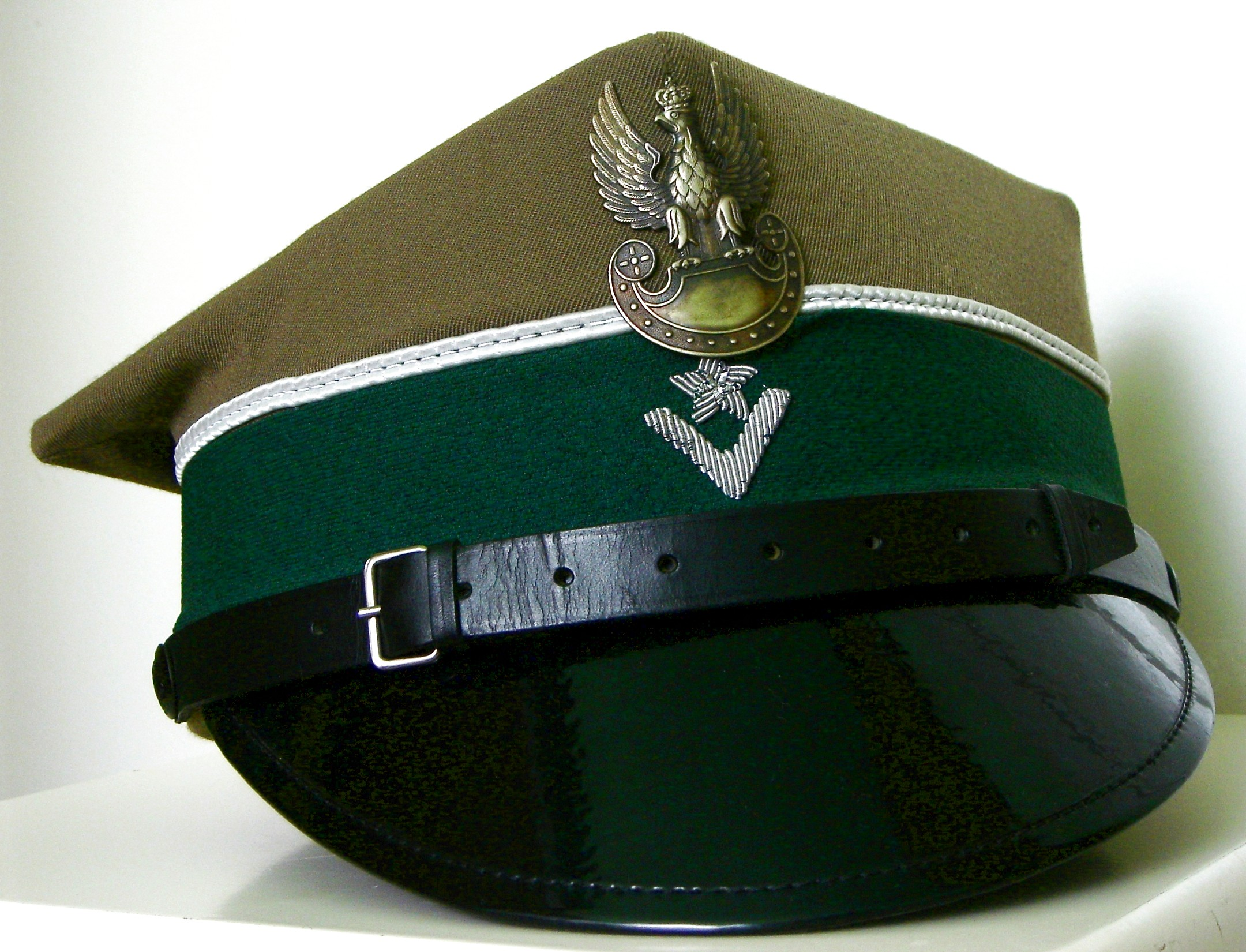
Chorąży (Chipiu de stegar (plutonier))
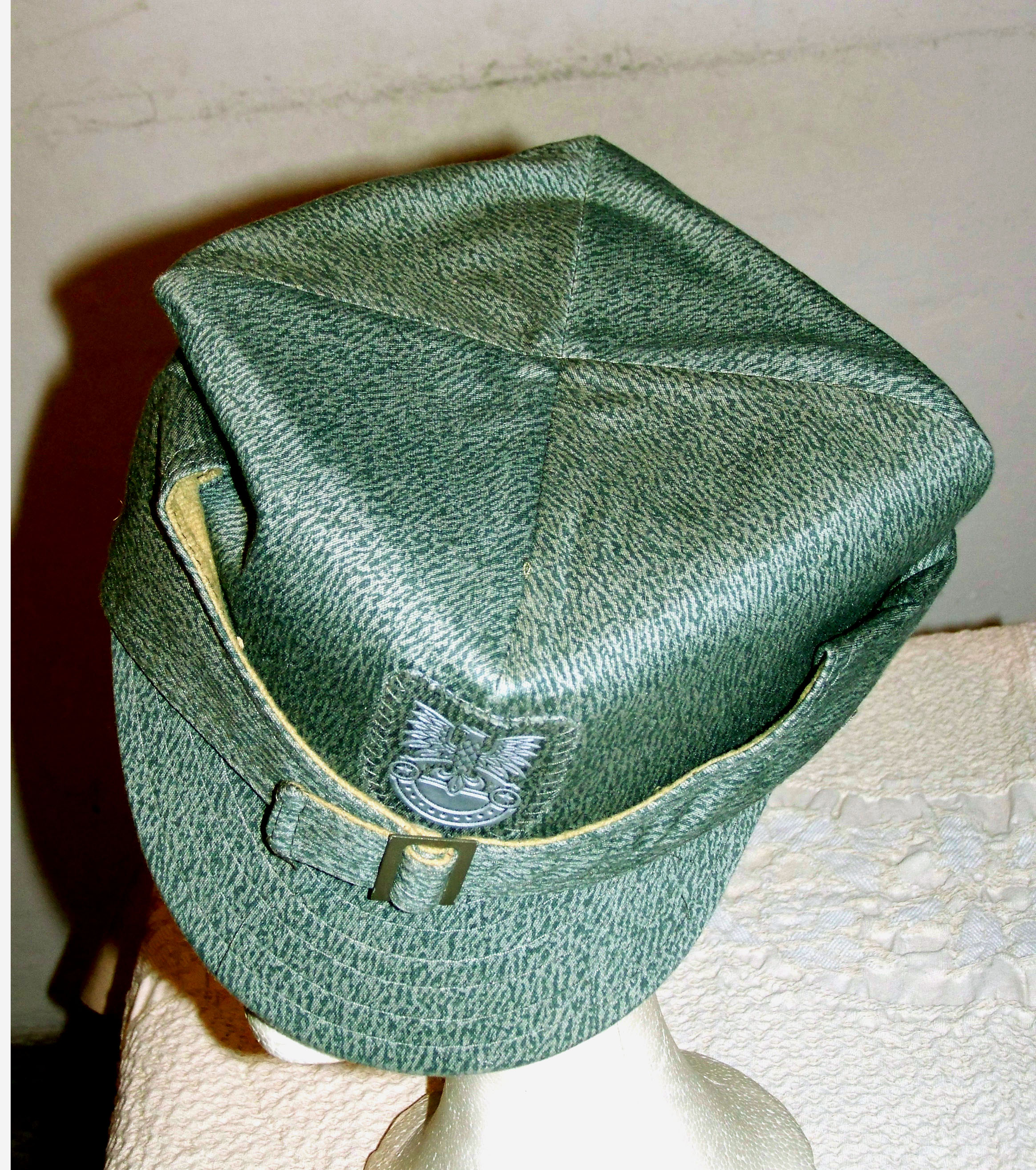
Chipiu de teren
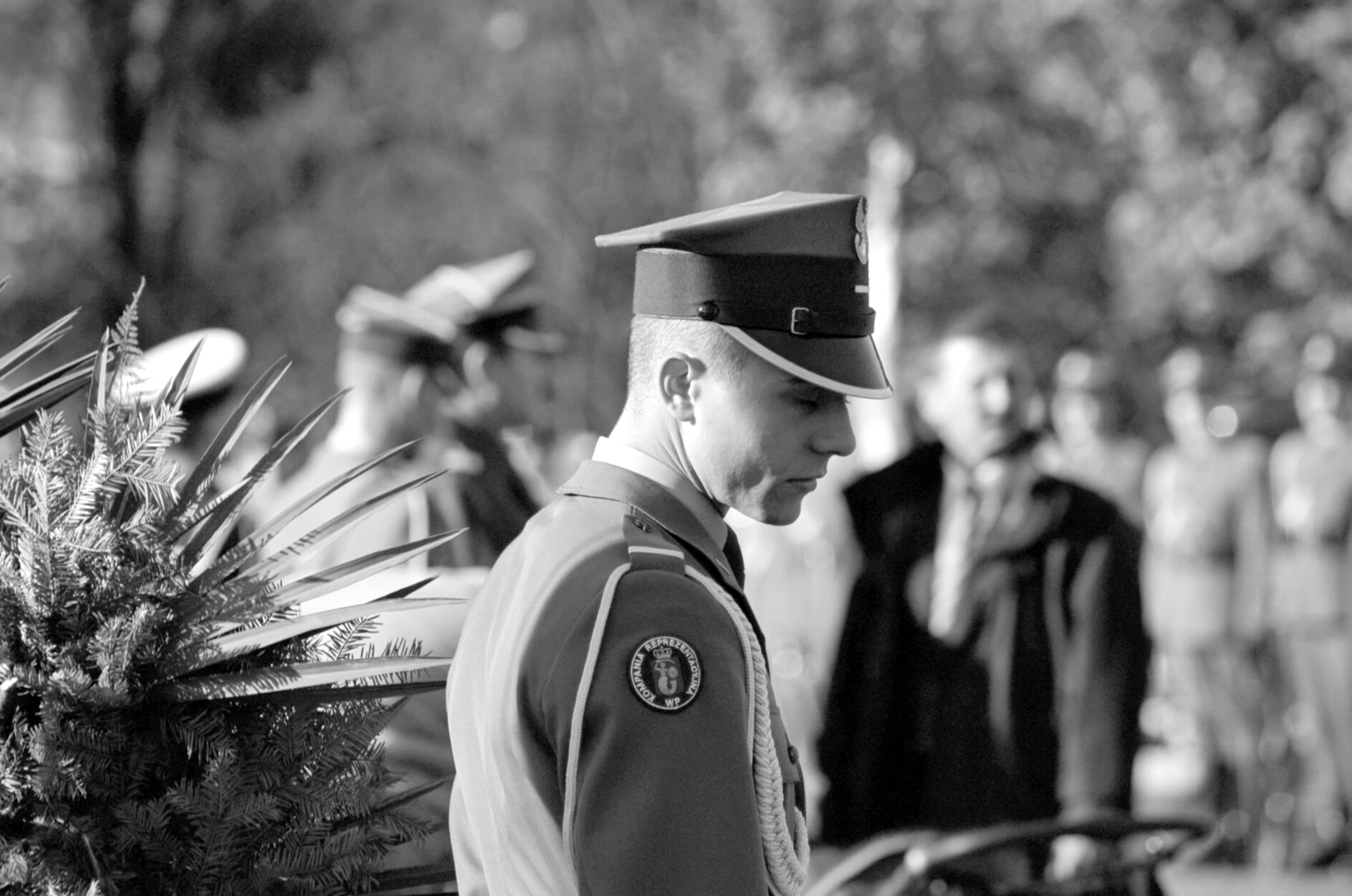
Soldat din Garda de Onoare